# Công viên rừng quốc gia Trương Gia Giới
Công viên rừng quốc gia Trương Gia Giới (Tiếng Trung: 湖南张家界国家森林公园; bính âm: Húnán Zhāngjiājiè Guójiā Sēnlin Gōngyuan) nằm ở Trương Gia Giới, tỉnh Hồ Nam, Trung Quốc. Đây là một trong số những công viên quốc gia nằm trong Khu thắng cảnh Vũ Lăng Nguyên.

## Lịch sử
Năm 1982, nơi đây được công nhận là công viên rừng quốc gia đầu tiên của Trung Quốc với diện tích 4.810 ha. Công viên là một phần của Khu thắng cảnh Vũ Lăng Nguyên với diện tích 397,5 km2. Năm 1992, Vũ Lăng Nguyên chính thức được UNESCO công nhận là Di sản Thế giới. Năm 2001, Bộ Tài nguyên và Môi trường Trung Quốc đã phê duyệt công viên thành Công viên địa chất Trương Gia Giới (3.600 km2). Năm 2004, công viên địa chất Trương Gia Giới được liệt kê vào Mạng lưới Công viên Địa chất Toàn cầu (GGN) của UNESCO.
Đặc trưng của công viên là các cột núi đá rải rác khắp công viên, là kết quả của việc phong hóa cơ học trong thời gian dài. Phần lớn sự phong hóa hình thành nên những cột trụ này là kết quả của việc mở rộng băng vào mùa đông và thực vật mọc trên chúng. Thời tiết ẩm ướt quanh năm nên tán lá rất rậm rạp. Những thành quả này là một dấu ấn riêng biệt của thiên nhiên Trung Quốc.
Một trong những cột núi đá của công viên: Cột Trụ Trời Nam cao 1080 mét, đã truyền cảm hứng cho đạo diễn và nhà sản xuất trong bộ phim Avatar. Để vinh danh sự kiện này, chính quyền Trung Quốc đã đổi tên ngọn núi thành "Núi Avatar Hallelujah" (tiếng Trung: 阿凡达-哈利路亚山; bính âm: Āfándá hālìlùyà shān) vào năm 2010.

## Cơ sở hạ tầng

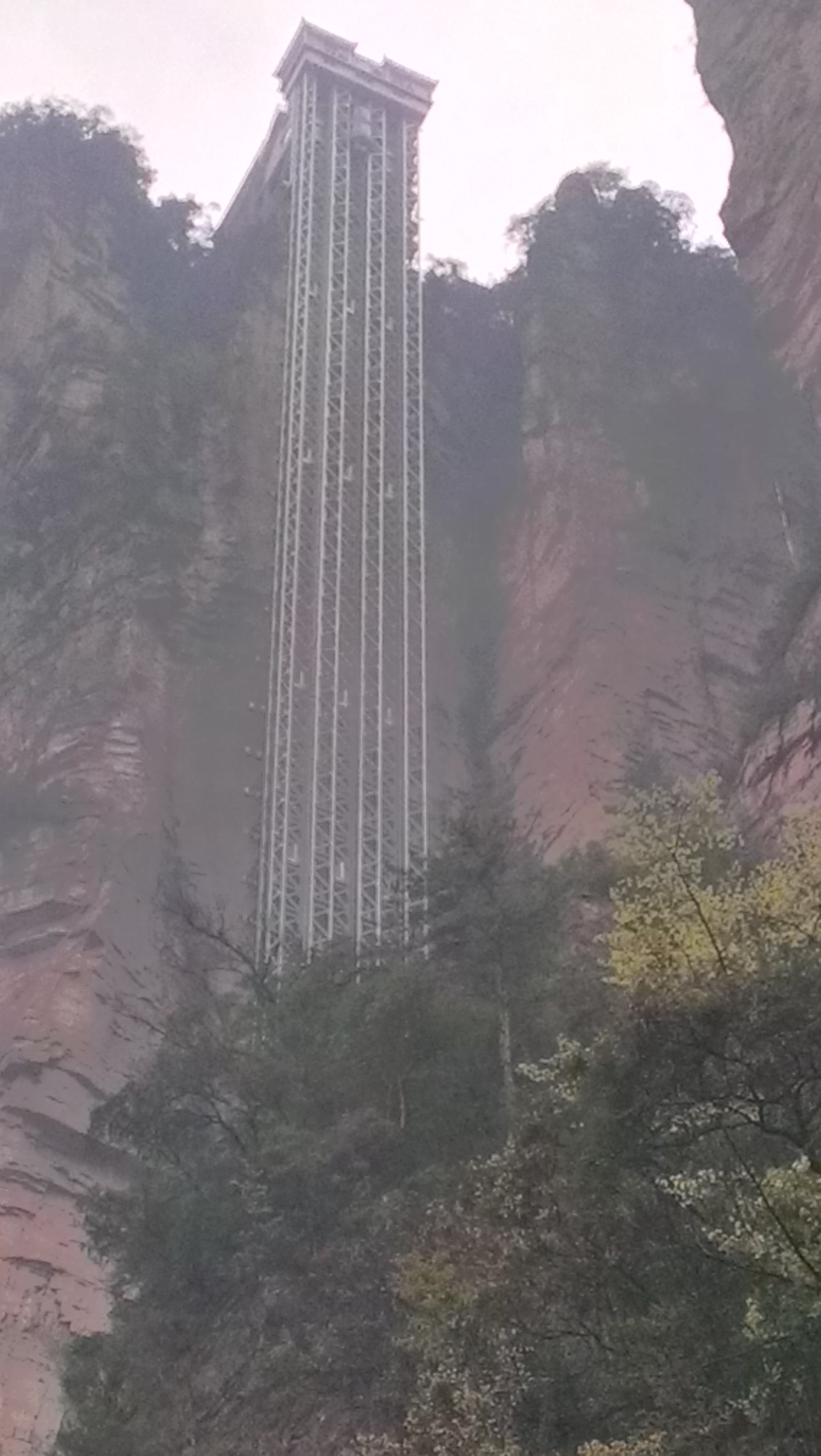
Thang máy Bách Long

Năm 2002, thang máy Bách Long chính thức mở cửa cho công chúng. Đây là thang máy ngoài trời cao nhất thế giới với độ cao 326 mét. Nó có thể du khách từ chân đến đỉnh chưa đầy 2 phút. Cấu trúc bao gồm ba buồng thang máy riêng biệt, mỗi thang máy có thể chở tối đa 50 người cùng một lúc.
Tháng 8 năm 2016, Cầu kính Thiên Môn Sơn (còn được gọi là cầu Thiên Vân Độ) chính thức được khánh thành, giành kỉ lục cây cầu kính dành cho người đi bộ dài nhất (430 mét) và cao nhất (300 mét) trên thế giới. 13 ngày sau khi mở cửa, cây cầu đã bị đóng cửa do lượng du khách quá đông. Vào 30/9/2016, cây cầu đã mở cửa trở lại sau khi điều chỉnh các biện pháp hậu cần và an toàn để xử lý một lượng lớn khách du lịch.

Có 3 hệ thống cáp treo trong công viên. Cáp treo Thiên Tử Sơn, cáp treo Nguyên Gia và cáp treo Hoàng Trạch Trại. Ngoài ra còn có một đường ray đưa du khách đến Phòng trưng bày Mười dặm.

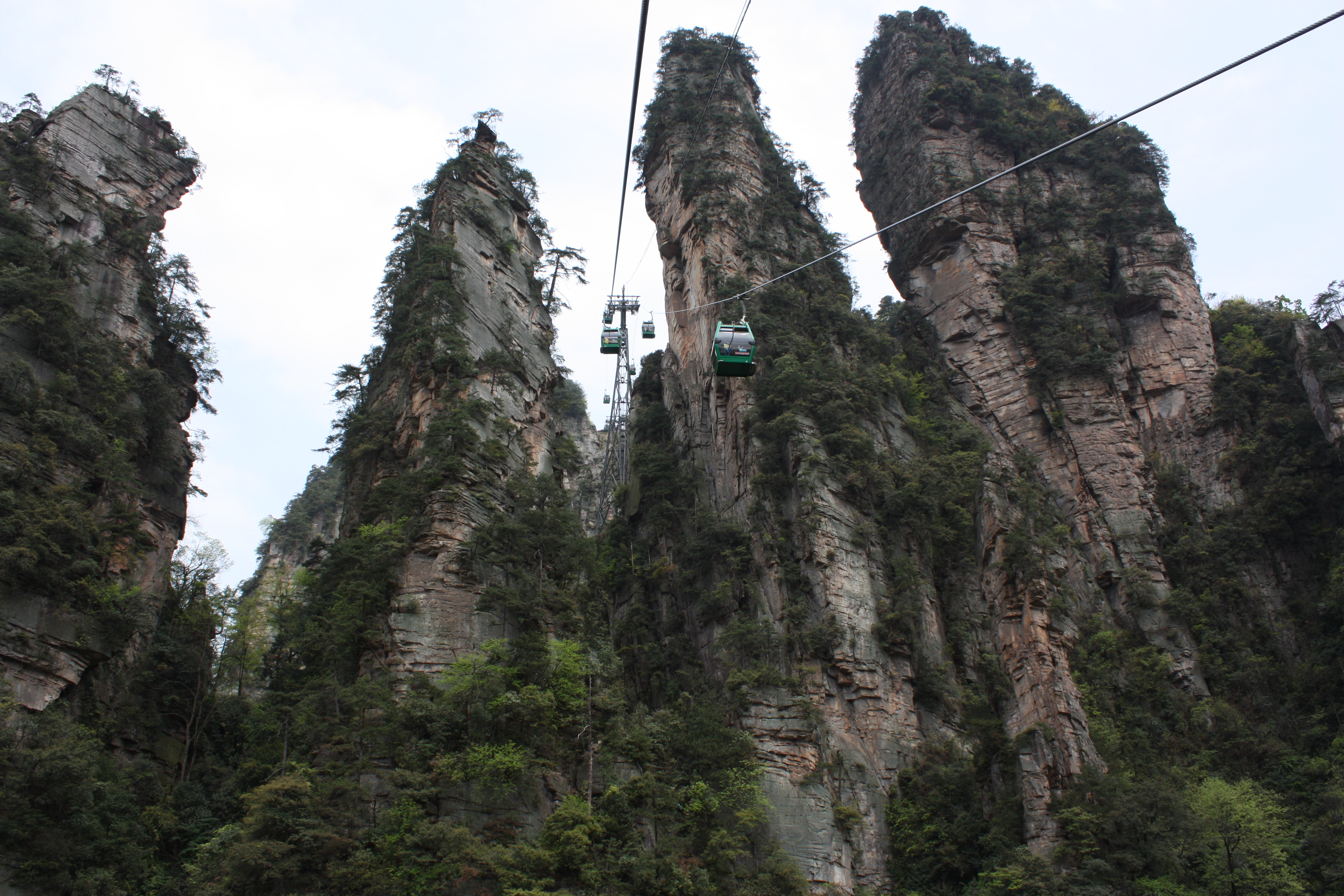
Hệ thống cáp treo Thiên Tử Sơn